# Go! Sports Ski
『Go! Sports Ski』（ゴー スポーツ スキー）は、PlayStation 3用ソフトのアクションスポーツゲーム。ユークス開発の「Go! Sports」シリーズの第1弾であり、PLAYSTATION Storeのダウンロード専用タイトルである。

## 概要
シンプルスポーツゲームの第一弾。プレイヤーはスキーヤーとなり、定められたコースを様々なルールで滑走しながらゴールを目指す。メニュー画面での操作を除き、ゲーム中の操作はボタンを一切使わず、SIXAXISによって直感的な操作が可能で、雪上でのジャンプやターンはコントローラを振り上げたり傾けたりしてプレイする。オフラインでは2人までの対戦が可能で、オンラインによる対戦では世界中のスキーヤー（プレイヤー）と滑る事も可能。

## システム

### ゲーム構成
まず、1人で練習するか、2人またはオンラインで対戦するかを選択し、次にルールをバトル、タイムアタック、スラロームの3つから選択し、コースと天候（晴れまたは雪）を選択する。最後にスキーヤーの服の色、キャップの有無、肌の色、ギア（スキー板）の種類を選択する。この中で滑走の性能に影響が出るのはギアのみである（各詳細については後述）。
ここまで選択できるとゲームスタートとなり、ルールに沿ってゴールを目指す。ルールによって、ゴールした時のタイムやスコアが、オフラインモードならローカルランキング、オンラインモードならワールドランキングに登録される。リプレイデータの保存も可能であり、ゴーストとしてゲーム中に表示させる事もできる。

### 基本操作
以下は全て滑走中のものとする。また、操作の感度をオプションで設定する事ができる。
右（左）旋廻
コントローラを傾ける事によって、傾けた方向に曲がる事ができる。多く傾けるほど急旋回する事ができる。
加速
コントローラを前に傾ける事によって、前かがみの姿勢になり、通常より速いスピードを出す事ができる。これは通常の場合において有効。
また、コントローラを左右に回す事によっても、ストックを用いて加速する事ができる。こちらは接触や転倒によって減速してしまった場合から復帰するのに有効。
減速
コントローラを手前に傾ける事によって減速することができる。曲がりきれないカーブなどで有効。
ジャンプ
コントローラを上に振り上げるとジャンプする事ができる。崖または高低差のある場所からジャンプした場合は、さらにトリックを加える事ができる（トリックの詳細については後述）。

### ルール
バトル
1人でプレイしたときはゴール時のタイムを記録し、オンラインによって複数の人数でプレイしたときは、早くゴールにたどり着いた上位のプレイヤーが多くのポイントを貰い、下位のプレイヤーはポイントを取られる。総合ポイント数がランキングに登録される。
また、滑走コース上には至るところにアイテムが設置されており、プレイヤーがアイテムに接触する事によって様々な効果が得られる（アイテムの種類については後述）。
タイムアタック
オフラインオンライン両方において、個人で滑走して1/100秒までのタイムを競う。ゴールした時のタイムがランキングに登録される。バトルのようにアイテムは設置されない。
スラローム
オフラインオンライン両方において、個人で滑走してスラロームのスコアを競う。スタートからゴールまでの間に、いくつかの赤と青のフラグが設置されており、プレイヤーがフラグに接触する事によって得点が獲られる。フラグを逃さず連続して取ると、獲得できる点数が増えていく。ゴールしたときのタイムも得点に影響され、早くゴールするほど得点が高い。ゴールした時のスコアがランキングに登録される。

### ギア
スキー板の種類のことで、それぞれ能力が異なる。
ギア1
最も基本的なタイプ。加速、スピードは普通で、ほとんどのカーブを曲がりきることができる。
ギア2
加速、スピードは最も低いが、旋廻性能が高く思い通りに曲がる事ができ、スラローム向け。タイムアタックには不向きに見えるが、カーブの多い箇所においてはこちらのほうが早く抜けられる事もある。
ギア3
減速させないと急旋廻させることは極めて難しいが、最も早いスピードを出す事ができる。タイムアタックにおいてはゴールまでのルートをほぼ直線的に滑走する事ができれば早いタイムを出す事ができるが、一度壁や山肌に引っかかると、その旋廻性能の低さからなかなか抜け出す事が難しく、バトルで使用する際には十分なテクニックが必要。

### オンライン
オンラインモードでは、バトルに限り、最大4人まで入る事ができるルームを作成（または参加）する事ができ、その中でバトルを始めたり、あらかじめ用意された定型文によってチャットする事もできる（タイムアタック、スラロームに関してもオンラインモードでプレイが可能であるが個人で滑走になる）。また、ワールドランキングではバトル、タイムアタック、スラロームの世界ランキングを見る事ができ、それぞれの上位5名のプレイヤーのリプレイデータがプレビューもしくはダウンロードできる。

### エンブレム
プレイの状況や成績において、様々な基準を満たした場合、それに対応するエンブレムを獲得することができる。エンブレムは何十通りが用意されている。
プレイをしていればいつかは獲得できる簡単な物もあれば、「タイムアタックのワールドランキングで1位を獲得」などの条件の物もあり、全てのエンブレムを獲得する事は極めて難しい。

## コース
滑走できるコースは現在2コースあり、1つのコースの中にも分岐がいくつか用意されている。新たなコースも配信予定とのこと。

### コース01
序盤～中盤までは山の斜面を滑り降り、終盤は市街地の中を滑るコース。途中の大きな分岐点には、洞窟の入り口も隠されている。終盤の市街地では駐車車両が厄介である。普通のルート取りで滑走すれば、比較的楽にゴールにたどりつく事が可能。また、スタートからゴールまでの道がほぼ一直線で結べるルートがあるので、ギア3の性能を生かすことができる。慣れてくると1分近くでクリアすることができるため、オンラインバトルではこちらのコースの人気が高い。
ちなみに、中盤にある小屋には、窓から突っ込むことが可能である。

### コース02
長い洞窟や大きな3連ジャンプ台が特徴の、やや非現実的なコース。急カーブが多く、コース幅も狭い（広い所はとても広い）が、ギア2を用いれば比較的楽に抜ける事が可能。逆にギア3では相当な苦戦を強いられる。中盤のショートカットが成功すると大幅にコースを短縮でき、ショートカットできなかったプレイヤーがオンラインバトルで勝利する可能性は低くなってしまう。テクニックによっては、ジャンプ台以外の場所でもトリックを決められる場所が多い。

## バトルで使用するアイテム
オンラインのバトルモードでは、順位の低い人が取得するほど、アイテムの効果が高くなる。

### 自分に効果のあるアイテム
ブースト
取った直後に加速する。持続時間はとても短い。
エッジング
10秒間、旋廻性能が上がる。
パウダープルーフ
10秒間、地面の質感に関係なく（雪が深い場所に入っても）、減速しなくなる。
バランス
10秒間、崖や壁にぶつかっても、バランスを崩したり転倒しなくなる。
ジャンプ
10秒間、ジャンプ力が上がる。
マッスル
自分のキャラクターは転倒しなくなり、相手に接触すると相手を転倒させることができる。

### ライバルに効果のあるアイテム
スピードダウン
10秒間、ライバル全員の滑走スピードが低下する。
アンバランス
ライバル全員のバランス力が下がり、わずかな接触でも転倒するようになる。

### コースに効果のあるアイテム
スリップ
コース全体の温度が下がって、全てのキャラクターがスリップしやすくなる。
トラップ
コース上に障害物が出現する。
アクシデント
自分の前方に障害物が出現する。
マトック
コース上に分岐の入り口が出現する。

## テクニック

### 加速した状態でスタート
スタート時のカウントダウンが0になった瞬間に、コントローラを前に振り出す事によって、加速した状態でスタートすることができる。タイムアタックで上位を狙うためには必須のテクニックである。

### 急旋回
旋廻時にコントローラを手前に引く、またはコントローラを手前に傾けて減速したまま旋廻すると、雪を掻いて通常より急な角度で旋廻する事ができる。続けて同様の操作を行うことによって、さらに急な角度で旋廻する事ができる。

### トリック
崖などからジャンプ中に、着地まで余裕のある状態では、トリックを決める事ができる。トリックは、コントローラの動かし方によって変わる。トリックを1回以上行い、なおかつ着地に成功すると、着地時に加速することができる。さらに余裕があれば、続けてトリックを行う事が可能。また、複数のトリックを組み合わせて高度なトリックを繰り出す事も可能。
トリック（右）
コントローラを右に傾ける事によって、スキー板を後方でクロスさせる。難易度は低い。
トリック（左）
コントローラを左に傾ける事によって、スキー板を左に振る。難易度は低い。
右（左）スピン
コントローラを右（左）に回す事によって、回した方向へスピンする。難易度は低い。
フロントフリップ
コントローラを前に振り出す事によって、前方に回りだす。着地する時に足が地面の方向を向いていなければ転倒してしまうので、難易度は高い。
バックフリップ
コントローラを手前に引く事によって、後方に回りだす。着地の仕様はフロントフリップと同様。なお、本ソフトに用意されたマニュアルによれば、フロントフリップとバックフリップの内容は先述の通りで正しいが、実際には逆方向に回転している模様。

## 関連情報
- 2007年9月26日、PLAYSTATION Storeにてフルハイビジョン（1080p）画質のプロモーションムービーが配信された。